# Labu
Labu is een bestuurslaag in het regentschap Bangka van de provincie Bangka-Belitung, Indonesië. Labu telt 2250 inwoners (volkstelling 2010).